# La Puerta de Santiago
La Puerta de Santiago är en ort i Mexiko.   Den ligger i kommunen Tonatico och delstaten Mexiko, i den sydöstra delen av landet, 90 km sydväst om huvudstaden Mexico City. La Puerta de Santiago ligger 1 610 meter över havet och antalet invånare är 655.
Terrängen runt La Puerta de Santiago är huvudsakligen kuperad, men den allra närmaste omgivningen är platt. Terrängen runt La Puerta de Santiago sluttar söderut. Runt La Puerta de Santiago är det ganska tätbefolkat, med 120 invånare per kvadratkilometer. Närmaste större samhälle är Ixtapan de la Sal, 10,2 km nordväst om La Puerta de Santiago. I omgivningarna runt La Puerta de Santiago växer huvudsakligen savannskog.